# Challenger de Casablanca
EL Morocco Tennis Tour – Casablanca es un torneo profesional de tenis. Pertenece al ATP Challenger Series. Se juega desde el año 2011 sobre pistas de tierra batida, en Casablanca, Marruecos.

## Palmarés

### Individuales
| Año  | Campeón        | Finalista          | Resultado      |
| ---- | -------------- | ------------------ | -------------- |
| 2016 | Maxime Janvier | Stefanos Tsitsipas | 6–4, 6–0       |
| 2015 | Lamine Ouahab  | Javier Martí       | 6-0, 7-66      |
| 2013 | Dominic Thiem  | Potito Starace     | 6-2, 7-5       |
| 2012 | Aljaž Bedene   | Nicolas Devilder   | 7–6(6), 7–6(4) |
| 2011 | Evgeny Donskoy | Alessio di Mauro   | 2–6, 6–3, 6–3  |

### Dobles
| Año  | Campeón                           | Finalista                          | Resultado           |
| ---- | --------------------------------- | ---------------------------------- | ------------------- |
| 2016 | Roman Jebavý Andrej Martin        | Dino Marcan Antonio Šančić         | 6–4, 6–2            |
| 2015 | Laurynas Grigelis Adrian Ungur    | Flavio Cipolla Alessandro Motti    | 3-6, 6-2, 10–5      |
| 2013 | Riccardo Ghedin Claudio Grassi    | Gero Kretschmer Alexander Satschko | 6-4, 6-4            |
| 2012 | Walter Trusendi Matteo Viola      | Evgeny Donskoy Andrey Kuznetsov    | 1–6, 7–6(5), [10–3] |
| 2011 | Guillermo Alcaide Adrián Menéndez | Leonardo Tavares Simone Vagnozzi   | 6–2, 6–1            |